# Starship (SpaceX)
Starship (español: Astronave), también llamada Starship/Super Heavy, es un sistema de lanzamiento y nave espacial totalmente reutilizable desarrollado por SpaceX como proyecto de vuelo espacial privado. Fue diseñado para permitir el transporte de carga y pasajeros hacia la órbita terrestre, la Luna, Marte y más allá. La nave (nombrada como Starship) se usará en lanzamientos orbitales en conjunto con una primera etapa, el propulsor Super Heavy, por lo que servirá como un vehículo de lanzamiento de dos etapas a órbita. A la combinación de nave espacial (2.ª etapa) y propulsor (1.ª etapa) también se le llama Starship.
La gran carga útil esperada de hasta 150.000 kg lo convertiría en un vehículo de lanzamiento superpesado. Starship es actualmente el cohete más poderoso en la historia, y el primer cohete orbital 100% reutilizable.  
A partir de julio de 2022, se están construyendo dos bases de lanzamiento de naves espaciales (una en Starbase en Texas y otra en el Centro Espacial Kennedy en Florida). Serán el punto de lanzamiento y aterrizaje de muchas misiones espaciales previstas, las cuales aprovecharán el reducido coste de lanzamiento del cohete y la gran frecuencia de lanzamientos. Se espera que, en unos pocos años, Starship pueda desplegar satélites y sondas espaciales, lanzar astronautas comerciales y aterrizar en la Luna a través del programa Artemis. 
La prueba del sistema integrado para una prueba de concepto de Starship comenzó en marzo de 2019 con la adición de un solo motor de cohete Raptor a la primera estructura propulsora con capacidad de vuelo, Starhopper. Starhopper se utilizó hasta agosto de 2019 para pruebas estáticas y pruebas de vuelo a baja altitud y baja velocidad de lanzamientos verticales y aterrizajes. Todas las naves de prueba tienen un casco de acero inoxidable de 9 metros.
La segunda etapa puede usarse como un cohete independiente, sin la necesidad de ninguna etapa de refuerzo en absoluto, y fue usada como parte de un extenso programa de prueba de vuelo suborbital, llevado a cabo para probar el funcionamiento de los motores y de las maniobras de aterrizaje, las cuales tendrán mucha importancia en la fase de reentrada atmosférica del vehículo.
Se han ido construyendo distintos prototipos orbitales, con el objetivo de probar y mejorar el sistema. El primer vuelo orbital fue planificado para el 20 de abril del 2023.
El lanzamiento del 20 de abril de 2023 despegó de una plataforma en la costa del sur de Texas el jueves a las 9:28 a. m. ET, pero explotó en el aire antes de la fase de separación. El costo de lanzamiento del cohete fue estimado por Elon Musk en menos de 10 Millones de dólares estadounidenses.El segundo intento de vuelo de prueba del vehículo tuvo lugar el 18 de noviembre de 2023, pero aunque la etapa superior se separó con éxito, el propulsor Super Heavy explotó segundos después mientras que la etapa superior explotó casi ocho minutos después del lanzamiento.

## Nomenclatura
El nombre de Starship ha cambiado muchas veces.
Al menos ya en 2005, SpaceX usó el nombre en clave, "BFR", para un vehículo conceptual pesado, "mucho más grande que la familia de vehículos Falcon", con un objetivo de 100 toneladas en órbita. 
A partir de mediados de 2013, SpaceX se refirió tanto a la arquitectura de la misión como al vehículo como el "Transportador Colonial de Marte".
En 2016 se anunció el ITS o sistema de transporte interplanetario. La gama ITS se diseñó con un diámetro de núcleo de 12 metros y 9 motores Raptor. El ITS se centraba en el tránsito a Marte y otros usos interplanetarios.
SpaceX pivotó en 2017 a un plan que reemplazaría a todos los proveedores de servicios de lanzamiento de SpaceX: órbita terrestre, órbita lunar, misiones interplanetarias e incluso el transporte intercontinental de pasajeros en la Tierra.
Con el anuncio de un nuevo diseño de 9 metros en septiembre de 2017, SpaceX volvió a referirse al vehículo como "BFR". Elon Musk dijo en el anuncio: "Estamos buscando el nombre correcto, pero el nombre en clave, al menos, es BFR". La presidenta de SpaceX, Gwynne Shotwell, declaró posteriormente que BFR significa "Big Falcon Rocket". Sin embargo, Musk había explicado en el pasado que aunque BFR es el nombre oficial, se inspiró en el arma BFG en los videojuegos Doom. El BFR también había sido ocasionalmente referido informalmente por los medios e internamente en SpaceX como "Big Fucking Rocket". En ese momento, la segunda etapa/nave espacial se denominaba "BFS". La primera etapa propulsora también se denominó a veces "BFB".
En noviembre de 2018, la nave espacial pasó a llamarse Starship y el propulsor Super Heavy.
Notablemente, a la manera de SpaceX, incluso ese término "Super Heavy" había sido utilizado previamente por SpaceX en un contexto diferente. En febrero de 2018, aproximadamente en el momento del primer lanzamiento de Falcon Heavy, Musk había sugerido la posibilidad de un Falcon Super Heavy, un Falcon Heavy con refuerzos adicionales: "Realmente podríamos lograr el máximo rendimiento que cualquiera pueda desear. Si quisiéramos, podríamos agregar dos potenciadores laterales más y convertirlo en Falcon Super Heavy".

## Historia

### Proceso de diseño

#### Desarrollo temprano
En marzo de 2012, las noticias afirmaron que un motor Raptor de etapa superior había comenzado el desarrollo, aunque los detalles no se dieron a conocer en ese momento. En octubre de 2012, Elon Musk declaró públicamente un plan de alto nivel para construir un segundo sistema de cohetes reutilizables con capacidades sustancialmente más allá de los vehículos de lanzamiento Falcon 9/Falcon Heavy en los que SpaceX había gastado varios miles de millones de dólares. Este nuevo vehículo iba a ser "una evolución del acelerador Falcon 9 de SpaceX... 'mucho más grande'". Pero Musk indicó que SpaceX no hablaría públicamente sobre el tema hasta 2013.
En junio de 2013, Musk declaró que tenía la intención de aplazar cualquier posible oferta pública inicial de acciones de SpaceX en el mercado bursátil hasta después de que "Mars Colonial Transporter esté volando regularmente".
En agosto de 2014, las fuentes de los medios especularon que la prueba de vuelo inicial del vehículo de lanzamiento superpesado conducido por Raptor podría ocurrir ya en 2020, con el fin de probar completamente los motores en condiciones de vuelos espaciales orbitales; sin embargo, se informó que cualquier esfuerzo de colonización fue "en lo profundo del futuro".
A principios de 2015, Musk dijo que esperaba lanzar detalles a finales de 2015 de la "arquitectura completamente nueva" para el sistema que permitiría la colonización de Marte. Esos planes se retrasaron, tras un fallo de lanzamiento en junio de 2015 hasta que SpaceX volvió a volar a fines de diciembre de 2015.

#### Anuncio de 2016

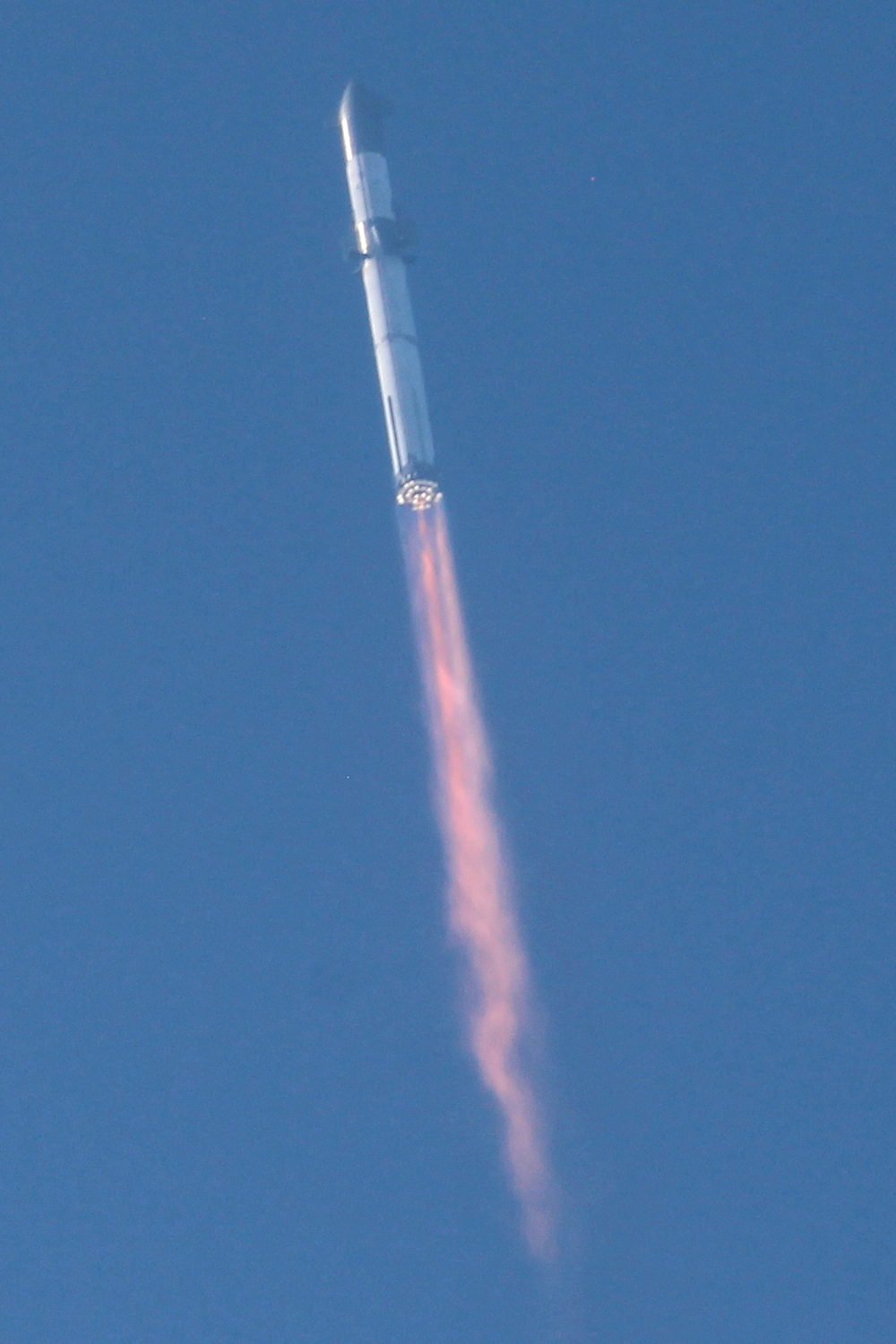
Starship durante el primer intento de vuelo orbital

En septiembre de 2016, en la 67.ª reunión anual del Congreso Astronáutico Internacional (IAC), Elon Musk dio a conocer detalles sustanciales del diseño de los vehículos de transporte. En ese momento, la arquitectura del sistema se conocía como el "Sistema de Transporte Interplanetario" (STI). Los detalles anunciados en IAC incluían el tamaño muy grande (12 metros de diámetro del núcleo), material de construcción, cantidad y tipo de motores, empuje, capacidad de carga y pasajeros, reabastecimiento en tanque de propelente en órbita, tiempos de tránsito representativos y partes de la infraestructura del lado de Marte y de la Tierra que SpaceX pretende construir para soportar un conjunto de tres vehículos de vuelo. Los tres vehículos distintos que conformaron el vehículo de lanzamiento ITS en el diseño 2016 fueron los siguientes:
- Propulsor ITS, la primera etapa del vehículo de lanzamiento, la cual era la encargada de poner en órbita los cargueros cisterna y las naves tripuladas.
- Nave espacial ITS, una nave espacial en el espacio de segunda y larga duración.
- ITS cisterna, una segunda etapa alternativa diseñada para transportar más propelente para reabastecer de combustible a otros vehículos en órbita.

Además, Musk habló de una visión sistémica más amplia, con la esperanza de que otras partes interesadas (ya sean empresas, individuos o gobiernos) utilizaran la nueva infraestructura de transporte significativamente más económica de SpaceX a fin de ayudar a construir un desarrollo humano sostenible y una civilización en Marte, y así satisfacer la demanda que una empresa tan creciente podría ocasionar.
En el plan de 2016, SpaceX intentó volar sus primeras misiones de investigación en naves espaciales a Marte utilizando su vehículo de lanzamiento Falcon Heavy y una nave espacial Dragon modificada, llamada Red Dragon, antes de la finalización y el primer lanzamiento de cualquier vehículo de lanzamiento ITS. Más tarde, las misiones de Marte que usaban ITS estaban programadas en ese momento para comenzar no antes de 2022. Esos planes cambiaron más tarde, inicialmente con un anuncio de febrero de 2017 de que no ocurriría ninguna misión SpaceX Mars antes de 2020, dos años más tarde que la misión exploratoria Falcon Heavy 2018/Dragon2 antes mencionada y luego, en julio de 2017, abandonando el plan utilizar un módulo de aterrizaje suave Red Dragon por completo.

#### Anuncio de 2017
En julio de 2017, Musk indicó que la arquitectura había "evolucionado bastante" desde la articulación de la arquitectura de Marte en 2016. Un impulsor clave de la arquitectura actualizada era hacer que el sistema fuera útil para los lanzamientos de órbita terrestre y cislunar sustanciales para que el sistema se amortizara, en parte, mediante actividades de vuelos espaciales económicos en la zona espacial cercana a la Tierra.
En septiembre de 2017, en la 68.ª reunión anual del Congreso Astronáutico Internacional, SpaceX dio a conocer la arquitectura actualizada del vehículo. Musk dijo "estamos buscando el nombre correcto, pero el nombre en clave, al menos, es BFR". El diseño 2017 es una tecnología de 9 metros de diámetro, que utiliza tecnología de motor de cohete Raptor alimentado con metaloxina inicialmente en la órbita de la Tierra y en el entorno cislunar, más tarde, siendo utilizado para vuelos a Marte.
La aerodinámica de la segunda etapa de BFR (Big Falcon Spaceship, o BFS) cambió con respecto al vehículo de lanzamiento de diseño 2016. El diseño de 2017 es cilíndrico con un pequeño ala delta en la parte trasera que incluye una aleta dividida para controlar el cabeceo y el balanceo. El ala delta y las aletas divididas son necesarias para expandir la envolvente de vuelo y permitir que la nave aterrice en una variedad de densidades atmosféricas (no, delgadas o pesadas) con una amplia gama de cargas (pequeñas, pesadas o ninguna) en el morro de la nave.
Hay tres versiones de la nave: BFS Cargo, BFS Tanker y BFS Crew. La versión de carga se utilizará para lanzar satélites a la órbita baja de la Tierra, entregando "significativamente más satélites a la vez que cualquier cosa que se haya hecho antes", así como para el transporte de carga a la Luna y Marte. Después de reasentarse en una órbita terrestre de alta elíptica, la nave espacial está siendo diseñada para aterrizar en la Luna y regresar a la Tierra sin reabastecimiento de combustible.
Además, el sistema BFR tendría la capacidad de transportar pasajeros y/o carga en un rápido transporte Tierra-Tierra, entregando su carga útil en cualquier parte de la Tierra en 90 minutos.
A partir de septiembre de 2017, los motores Raptor se probaron para un total combinado de 1200 segundos de tiempo de disparo de prueba en 42 pruebas principales del motor. La prueba más larga fue de 100 segundos, que está limitada por el tamaño de los tanques de propelente en la instalación de prueba de suelo de SpaceX. El motor de prueba funciona a 20 MPa (200 bar, 2,900 psi) de presión. El motor de vuelo apunta a 25 MPa (250 bar; 3,600 psi), y SpaceX espera alcanzar 30 MPa (300 bar; 4,400 psi) en iteraciones posteriores. En noviembre de 2017, la presidenta y COO de SpaceX, Gwynne Shotwell, indicó que aproximadamente la mitad de todo el trabajo de desarrollo actual sobre BFR se centra en el motor Raptor.
El objetivo es enviar las primeras dos misiones de carga a Marte en 2022, con el objetivo de "confirmar los recursos hídricos e identificar los peligros" y poner en marcha "infraestructura de energía, minería e infraestructura de soporte vital" para vuelos futuros, seguidos por cuatro naves en 2024, dos naves espaciales BFR tripuladas más dos naves de solo carga que traen equipo y suministros adicionales con el objetivo de establecer la planta de producción de propelente.

#### Anuncio de 2018
En un anuncio celebrado en la sede de SpaceX en Hawthorne en septiembre de 2018, Elon Musk mostró un rediseño del BFS con alas y aletas de canard adicionales. El nuevo concepto de BFR tiene siete motores Raptor del mismo tamaño en la segunda etapa. La segunda etapa también tiene dos pequeñas aletas de accionamiento cerca de la nariz de la nave, y tres aletas grandes en la base, dos de las cuales actúan, y las tres se doblan como patas de aterrizaje.
A partir de 2018, una nueva instalación de producción para construir los vehículos está en construcción en el Puerto de Los Ángeles. La fabricación del primer nave estaba en marcha en marzo de 2018 con los primeros vuelos de prueba suborbitales planificados para 2019. La compañía declaró públicamente un objetivo ambicioso para los vuelos de carga BFR iniciales en Marte de lanzamiento de BFR ya en 2022, seguido por el primer vuelo tripulado a Marte un período sinódico más tarde, en 2024. Además, el BFR se utilizará para la misión de turismo lunar SpaceX, una misión privada propuesta para volar turistas espaciales alrededor de la Luna, tripulada por Yusaku Maezawa junto con algunos artistas de diferentes antecedentes artísticos.

#### 2019
En enero de 2019, Elon Musk anunció que la nave espacial ya no se construiría con fibra de carbono y que, en su lugar, se usaría acero inoxidable. Musk citó varias razones, incluyendo el costo, la fuerza y la facilidad de producción para justificar el cambio.
En mayo de 2019, el diseño de la nave espacial cambió a solo seis motores Raptor, con tres optimizados para el nivel del mar y tres optimizados para el vacío. A fines de mayo de 2019, el primer prototipo, Starhopper, se estaba preparando para pruebas de vuelo sin ataduras en el sur de Texas, mientras que dos prototipos orbitales estaban en construcción, uno en el sur de Texas comenzó en marzo y el otro en la costa espacial de Florida comenzó antes de mayo. Se prevé que la construcción de la primera etapa de refuerzo Super Heavy pueda comenzar en septiembre. En ese momento, ninguno de los dos prototipos orbitales aún tenía superficies de control aerodinámicas ni patas de aterrizaje agregadas a las estructuras del tanque en construcción, y Musk indicó que el diseño para ambos estaría cambiando una vez más. El 21 de septiembre de 2019, las "aletas móviles" visibles desde el exterior comenzaron a agregarse al prototipo Mk1, dando una idea del rediseño prometido a mediados de 2019 de las superficies de control aerodinámico para los vehículos de prueba.
En junio de 2019, SpaceX anunció públicamente que las conversaciones habían comenzado con tres compañías de telecomunicaciones para usar Starship, en lugar de Falcon 9, para lanzar satélites comerciales para clientes de pago en 2021. No se anunciaron compañías específicas o contratos de lanzamiento en ese momento.
En julio de 2019, el Starhopper realizó su prueba de vuelo inicial, un "salto" de alrededor de 20 m de altitud, y un segundo y último "salto" en agosto, alcanzando una altitud de alrededor de 150 m y aterrizando a unos 100 m de la plataforma de lanzamiento.
SpaceX completó la mayor parte del prototipo de Boca Chica, el Starship Mk1, a tiempo para la próxima actualización pública de Musk en septiembre de 2019. Al observar la construcción en progreso antes del evento, los observadores en línea circularon fotos y especularon sobre el cambio más visible, un cambio a dos aletas de cola de las tres anteriores. Durante el evento, Musk agregó que el aterrizaje ahora se lograría en seis patas de aterrizaje dedicadas, luego de una reentrada protegida por baldosas térmicas de vidrio. Se proporcionaron especificaciones actualizadas: cuando sea optimizado, se espera que Starship pueda acumular 120.000 kg vacío y pudiese transportar inicialmente una carga útil de 100.000 kg con el objetivo de aumentar eso a 150.000 kg a lo largo del tiempo. Musk sugirió que se podría lograr un vuelo orbital para el cuarto o quinto prototipo de prueba en 2020, utilizando un refuerzo superpesado en una configuración de vehículo de lanzamiento de dos etapas a órbita, y se hizo hincapié en el posible futuro de misiones lunares.
En septiembre de 2019, Elon Musk dio a conocer Starship Mk1.
En noviembre de 2019, el prototipo de prueba Mk1 se deshizo en una prueba de presión del tanque, y SpaceX declaró que pasarían a trabajar en el prototipo Mk3. Unas semanas más tarde, el trabajo en los vehículos en Florida se desaceleró sustancialmente, con algunos ensamblajes que se habían construido en Florida para esos vehículos fueron transportados a la ubicación de ensamblaje de Texas y una reducción reportada del 80 por ciento en la fuerza laboral en la ubicación de ensamblaje de Florida al SpaceX pausar las actividades allí.

#### 2020
Después de los accidentes de los prototipos Mk, SpaceX realizó un cambio de diseño. Los anillos de acero inoxidable pasaron a estar formados por una sola plancha más alta, la bahía de motores fue reforzada, se diseñó un nuevo tren de aterrizaje provisional para los prototipos suborbitales y todos los cables de los sistemas eléctricos pasaron a estar en la espalda del cohete. A partir de mediados de año, el cohete tuvo un rediseño de las alas, que pasaron a tener un diseño más cuadriculado y a estar controladas por motores eléctricos. Además, los tanques de aterrizaje de oxígeno y metano fueron rediseñados y recolocados para una mayor estabilidad durante el descenso de los prototipos suborbitales.

El lugar de ensamblaje de Boca Chica, Texas fue ganando edificios y hangares durante todo el año. El lugar de lanzamiento se amplió con un segundo soporte para prototipos y la plataforma de lanzamiento del Super Heavy se empezó a construir.

#### 2021
Como ya estaba previsto, los prototipos suborbitales irían cambiando con el tiempo. Después del accidente del Starship SN8 causado por la falta de alimentación de combustible en el momento del aterrizaje, SpaceX decidió añadir un gas para presurizar los tanques y solucionar este problema. Después del accidente del SN9, se decidió cambiar la maniobra de aterrizaje.
A pesar de no haber ningún anuncio en 2021, imágenes oficiales de la futura misión DearMoon mostraron un rediseño del ventanal, así como un nuevo tren de aterrizaje, una reducción en el número de cubiertas respecto al diseño de 2019 y un aumento en el porcentaje del fuselaje ocupado por el escudo térmico.
Con el ensamblaje del Starship S20 se pudo observar otro rediseño: tanto las aletas superiores como las inferiores habían reducido su tamaño y la estructura que soporta la falda cambió de forma.
En verano se anunció otro rediseño: las aletas frontales estarían situadas más hacia la parte al descubierto del fuselaje, a una distancia de 120° entre ellos, para mejorar la aerodinámica de la nave en el descenso atmosférico. Además, el sistema de válvulas para recargar tanto el propulsor como la nave serán cambiados a una forma más clásica para cargar el Super Heavy con un brazo retráctil y hacer un repostaje orbital con un nuevo método.

### Pruebas con prototipos en 2020
En 2020, se empezaron las pruebas con prototipos Starship SN1, SN2, SN3, SN4, SN5, SN6, SN7, SN7, SN7.1, SN8. Los prototipos SN5 Y SN6 lograron un vuelo exitoso de 150m, y aterrizaron exitosamente a 100m de distancia. Un par de meses después, el 9 de diciembre de 2020 se lanzó Starship SN8, el cual era el primer prototipo en llevar tres motores raptor atmosféricos. El prototipo despegó exitosamente alcanzando los 12,5 km de altura, siendo este un prototipo de vuelo suborbital. El prototipo logró hacer la maniobra para simular la rentrada atmosférica, y al llegar a unos 500m de altura, encendió sus motores y se posicionó para el aterrizaje, pero al aterrizar explotó. Esto sucedió porque la presión de los tanques de combustible era demasiado baja, haciendo que no pudiese frenar a tiempo. Pese a la pérdida del prototipo SpaceX consideró un éxito la prueba, puesto que consiguieron toda la información necesaria para proseguir con el prototipo SN9.

### Pruebas con prototipos en 2021
El Starship Serial Number 9 (SN9), prototipo de 50 metros de largo del cohete con el que SpaceX busca transportar personas y carga, fracasó al aterrizar. Alcanzada una altura de 10 kilómetros, apagó progresivamente sus motores y luego realizó una serie de maniobras de prueba en posición horizontal. Cuando el Starship intentó regresar a una posición vertical para aterrizar, llegó demasiado rápido y en un mal ángulo.
El Starship Serial Number 10 (SN10), prototipo de 50 metros de largo del cohete con el que SpaceX busca transportar personas y carga, logró el aterrizaje con éxito aunque 5 minutos después explotó, se sospecha que fue por un incendio en los motores que alcanzó los tanques de combustible. El 30 de marzo el cohete Starship SN11 explotó en el aire mientras encendía su motor Raptor debido a una fuga de metano que provocó un incendio en uno de los motores que destruyó parte de la aviónica produciendo una sobrepresión en una de las turbobombas en el momento del arranque del motor.
Unos meses después el prototipo SN15 consiguió aterrizar tras un vuelo exitoso a diez kilómetros de altura.

## Descripción
Las características importantes del vehículo lanzador incluyen:
- Ambas etapas son completamente reutilizables. Por lo tanto, es al mismo tiempo un sistema de lanzamiento reutilizable y una nave espacial reutilizable.
- La lanzadera regresa y aterriza en el soporte de lanzamiento.
- Multi-motor de capacidad de salida, incluso durante el booster de aterrizaje.
- Relatividad de aterrizaje esperada a la par con los principales aviones de pasajeros.
- Rendezvous y acoplamiento automatizados.
- Transferencia de propelentes en órbita desde un Starship tanque a un Starship de carga o pasajeros.
- Tecnología reutilizable de blindaje térmico.
- 150 toneladas de masa útil, tanto a órbita terrestre baja, y con carga propulsora en órbita, a la Luna o Marte, con plena reutilización; 250 toneladas masa de carga útil si se vuela en una configuración desechable.
- 9 metros de diámetro.
- La nave transportará hasta 150 toneladas de carga útil máxima de ascenso, con una carga útil típica de retorno de 50 toneladas; llevando 1100 toneladas de masa propulsora.
- 120 metros de longitud en total, teniendo en cuenta la etapa de propulsor (70 metros) más la nave espacial (50 metros) combinadas.
- Masa de despegue 4.400 toneladas.
- 33 motores atmosféricos Raptor en el propulsor, proporcionando 7600 toneladas de empuje de despegue.
- 6 motores Raptor en la nave, 3 atmosféricos y 3 de vacío.

- Motores atmosféricos Raptor. El motor de prueba funciona a 200 atmósferas. El motor de vuelo está destinado para 250 bar, y SpaceX espera alcanzar 300 bar en iteraciones posteriores.
- Motores de vacío Raptor. Optimizados para funcionar en el espacio con una tobera más grande y destinados a ser usados en las maniobras de inserción orbital o maniobras significativas de espacio profundo.

### Especificaciones
| ComponenteAtributo     | Completo                                       | Super Heavy | Starship                       |
| ---------------------- | ---------------------------------------------- | ----------- | ------------------------------ |
| Carga a LEO            | reusable: 100 -150 t reemplazable: 200 - 250 t |             |                                |
| Carga de retorno       |                                                |             | 50 t                           |
| Diámetro               | 9 m                                            | 9 m         | 9 m                            |
| Longitud               | 120 m                                          | 70 m        | 50 m                           |
| Masa máxima            | 4.400 t                                        |             | 1.335 t                        |
| Motores                |                                                | 33 Raptors  | 3 Raptors + 3 Raptors de vacío |
| Empuje                 |                                                | 76 MN       | 12,7 MN (megaNewtons) total    |
| Capacidad de propulsor | 5.500 t                                        | 3.400 t     | 1.100 t: 240 t CH4 + 860 t O2  |
| Peso vacío             |                                                |             | 120 t                          |

## Prototipos
Se estaban construyendo dos vehículos de prueba para marzo de 2019 y tres para mayo. El Starhopper de baja altitud y baja velocidad se usó para las pruebas integradas iniciales del motor Raptor con una estructura propulsora capaz de volar, y se programó para probar también el sistema de presurización autógena de nuevo diseño que está reemplazando la presurización tradicional del tanque de helio, así como algoritmos iniciales de lanzamiento y aterrizaje para el cohete de 9 metros mucho más grande. Originalmente, SpaceX desarrolló su tecnología de refuerzo reutilizable para el Falcon 9 de 3 metros de diámetro de 2012 a 2018. El prototipo Starhopper también fue la plataforma para las primeras pruebas de vuelo del motor de combustión por etapas methalox Raptor. Fue probado con un solo motor en julio/agosto de 2019, aún y que podría estar equipado con hasta tres motores para facilitar las pruebas de tolerancia de salida del motor.
Los 'prototipos orbitales de naves espaciales' de gran altitud y alta velocidad están diseñados para desarrollar y probar sistemas de protección térmica y superficies de control de reentrada hipersónicas. Se espera que cada prototipo orbital esté equipado con más de tres motores Raptor.

### Starhopper

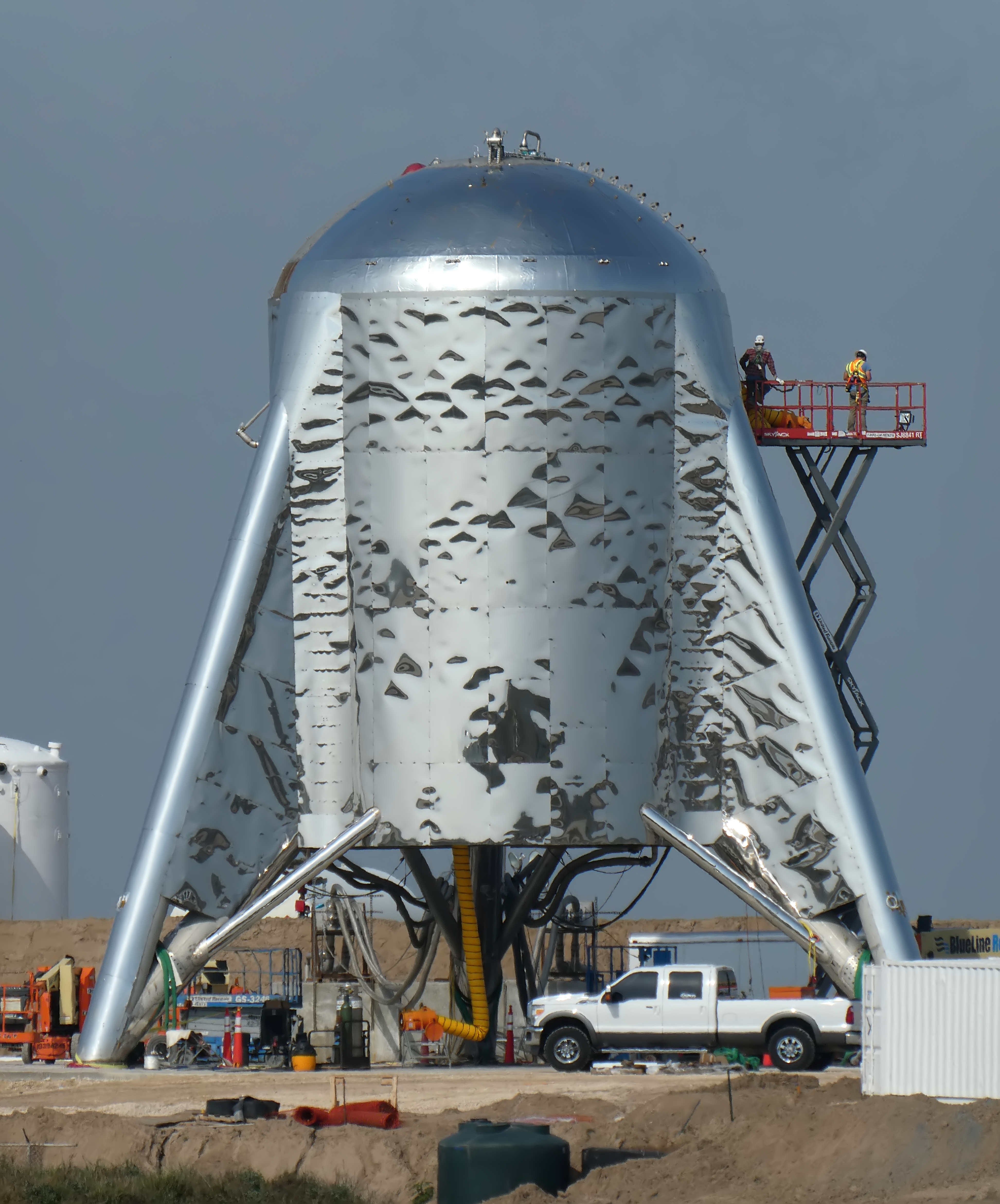
Starhopper

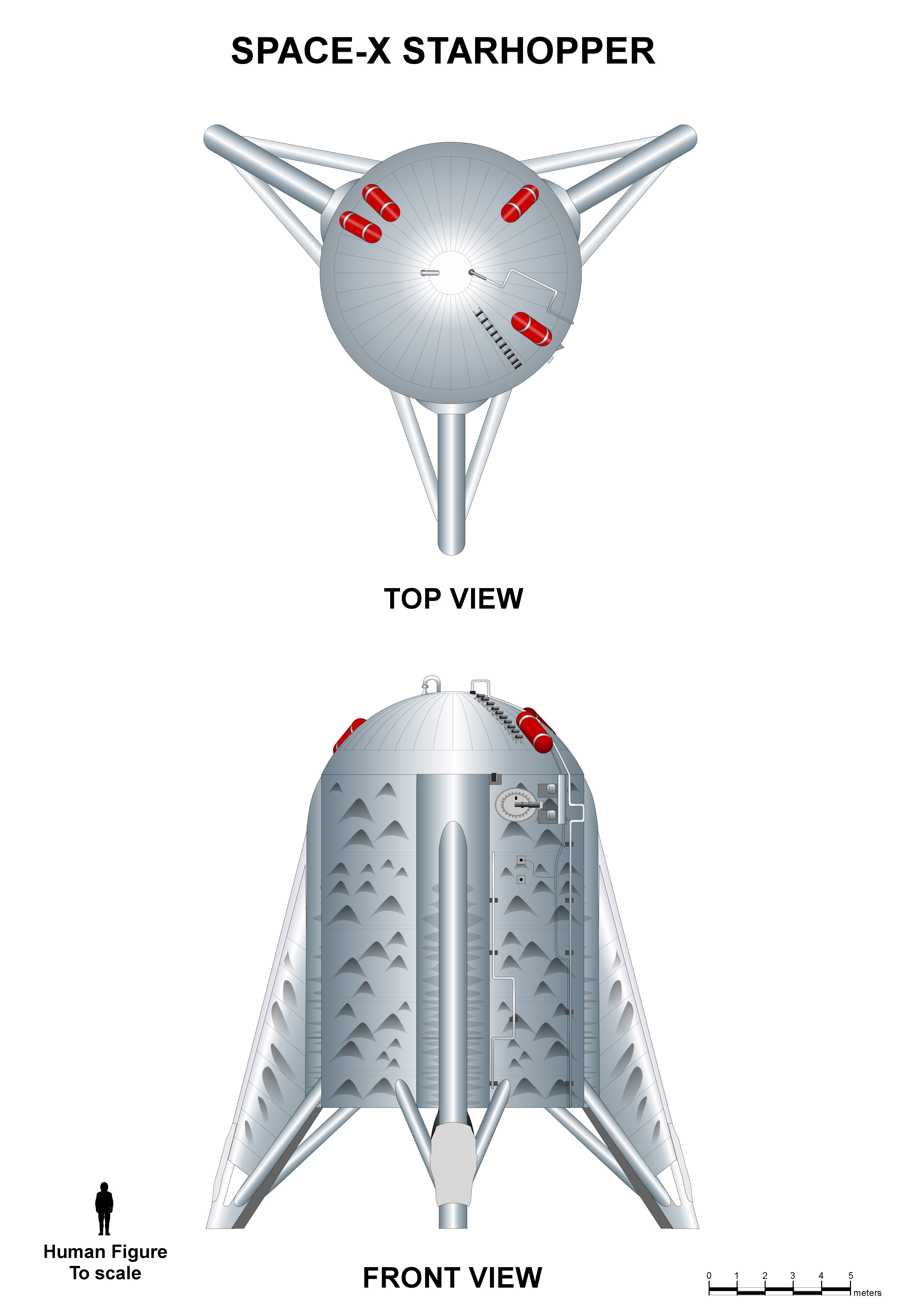
Configuración de SpaceX Starhopper tal como se realizó en agosto de 2019

La construcción del vehículo de prueba inicial: el Starship Hopper, Hopper, o Starhopper - comenzó a principios de diciembre de 2018 y el marco externo y el recubrimiento se completaron el 10 de enero de 2019. Construido fuera, en una propiedad de SpaceX a solo 3,2 km de la playa de Boca Chica, Texas, el cuerpo externo del cohete se unió rápidamente en menos de seis semanas. Originalmente los seguidores que observaban la construcción pensaron que se estaba construyendo "una gran torre de agua" cerca del lugar de lanzamiento de SpaceX en el Sur de Texas. Sin embargo, el objeto era el vehículo de acero inoxidable que empezaba a ser construido por soldadores y trabajadores de la compañía en un edificio en forma de astillero en vez de un taller tradicional. El vehículo Starhopper completo consta de 9 metros de diámetro y originalmente medía 39 metros de altura en enero de 2019. El daño posterior del viento en el cono de la nariz del vehículo resultó en la decisión de SpaceX de desechar la sección de la nariz y realizar las pruebas de vuelo de baja velocidad sin el cono faltante, lo que resultó en un vehículo de prueba mucho más corto de tan solo 18 metros de altura.
Desde mediados de enero hasta principios de marzo, el objetivo principal de la fabricación del vehículo de prueba fue completar la construcción del recipiente a presión para los tanques de metano líquido y oxígeno líquido, incluida la instalación del sistema y el movimiento de la sección del tanque inferior del vehículo 3,2 km hasta la plataforma de lanzamiento el 8 de marzo. Las pruebas del sistema del Starhopper, con el equipo de apoyo en tierra (GSE) recientemente construido en las instalaciones de SpaceX en el sur de Texas, comenzaron en marzo de 2019. "Estas pruebas involucraron alimentar Starhopper con LOX y metano líquido y probar los sistemas de presurización, observado a través de la formación de hielo en las vías de suministro del combustible que conducen al vehículo, y de la ventilación causada por la ebullición criogénica en el lugar de pruebas. Durante un período de más de una semana, Starhopper se sometió a pruebas de alimentación del tanque casi diarias, WDRs y algunas pruebas del pre-burner (ver sistema de combustión escalonada)".
Después de las pruebas iniciales del vehículo de prueba Starhopper con el motor Raptor 2 (número de serie 2 - Raptor SN2) a principios de abril, el motor fue retirado para su análisis posterior a la prueba y se hicieron varias adiciones al Starhopper. Se agregaron propulsores al sistema de control de actitud del vehículo, junto a amortiguadores en las patas de aterrizaje no retráctiles y un sistema de cableado umbilical de desconexión rápida. El Raptor SN4 se instaló a principios de junio para sus debidas comprobaciones, pero se esperaba que el primer vuelo de prueba no conectado volase con el Raptor SN5, hasta que sufrió daños durante las pruebas en la "SpaceX Rocket Development and Test Facility", en McGregor, Texas. Posteriormente, el Raptor SN 6 fue el motor utilizado por el Starhopper para su vuelo.

#### Pruebas de Starhopper
El Starhopper se usó para realizar pruebas de vuelo en varios subsistemas de la nave espacial y para comenzar a ganar experiencia en el sobrevuelo a medida que se itera el diseño de la nave espacial. Las pruebas iniciales comenzaron en marzo de 2019. Todos los vuelos de prueba del Starhopper fueron a baja altitud. El 3 de abril de 2019, SpaceX realizó una exitosa prueba static fire (fuego estático) en Texas con el vehículo Starhopper, que encendió el motor mientras el vehículo permanecía atado al suelo.
La primera prueba de static fire del Starhopper, con un solo motor Raptor conectado, tuvo lugar el 3 de abril de 2019. El encendido tuvo una duración de unos segundos y fue calificado como exitoso por SpaceX. Una segunda prueba siguió solo dos días después, el 5 de abril.
Para mayo de 2019, SpaceX planeaba realizar pruebas de vuelo tanto en el sur de Texas como en la costa espacial de Florida. La FAA emitió un permiso experimental de un año en junio de 2019 para volar Starhopper en Boca Chica, incluidas las operaciones terrestres previas y posteriores al vuelo.
El 16 de julio de 2019, el Starhopper se incendió. El daño a Starhopper era desconocido en ese momento.
La prueba de vuelo inaugural del vehículo de prueba Starhopper, y también la prueba de vuelo inaugural de cualquier motor de combustión por etapas de flujo completo, se realizó el 25 de julio de 2019 y alcanzó una altura de 18 m. Esta no fue un encendido de duración completa, sino una prueba de 22 segundos, a causa de la cual se prendió fuego en las vegetaciones cercanas. SpaceX está desarrollando su cohete de próxima generación para que sea reutilizable desde el principio, al igual que un avión, y por lo tanto, debe comenzar con objetivos de pruebas de vuelo corto, mientras todavía tratan de aterrizar con éxito el cohete para ser utilizado posteriormente en pruebas adicionales para ganar experiencia con el vuelo. El segundo y último vuelo de prueba del vehículo de prueba Starhopper se llevó a cabo el 27 de agosto de 2019, a una altitud VTVL de 150 m.

### Motor Raptor

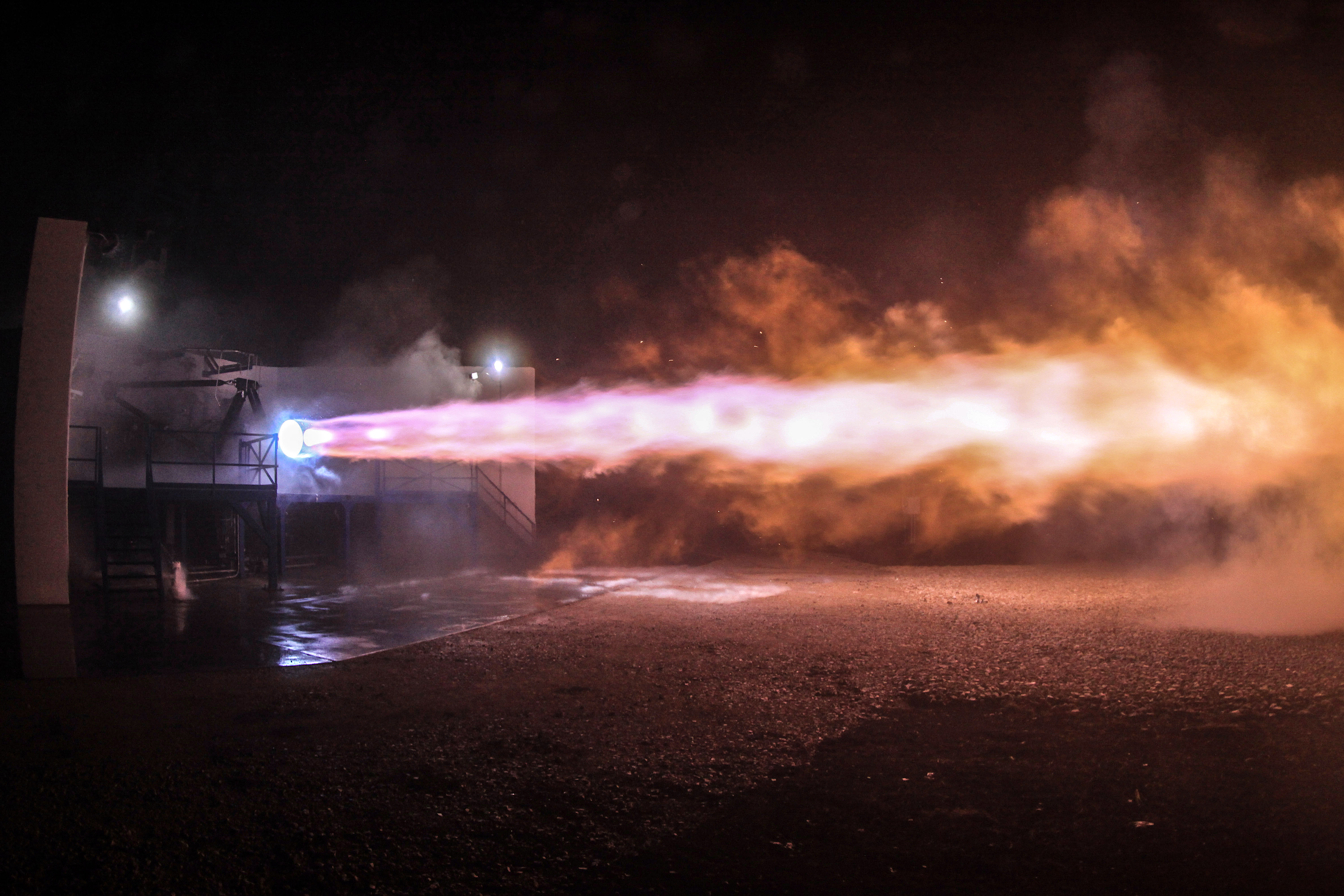
Primera prueba de disparo de un Raptor optimizado al nivel del mar el 25 de septiembre de 2016 en las instalaciones de prueba de SpaceX en McGregor, Texas

Ambas etapas están equipadas con motores Raptor. Un motor Raptor puede producir aproximadamente 2,3 meganewtons de empuje. Utiliza un ciclo de combustión por etapas de flujo completo de metano líquido y oxígeno. En una entrevista con Tim Dodd, Musk declaró que los Raptors quemarían oxígeno líquido a metano líquido en una proporción de 3,5 a 3,7, que es algo menos que una proporción químicamente perfecta. Musk también mencionó que la mayor parte de la variante Raptor original se producirá en una nueva instalación de SpaceX en McGregor, mientras que la fábrica de SpaceX en Hawthorne se utilizaría para producir Raptor Vacuum y probar el nuevo diseño del motor.
Para la variante Raptor Vacuum, está equipada con una extensión de boquilla con un área de garganta a un área de salida de 1 a 80. El Raptor Vacuum está diseñado para aumentar el impulso específico de Raptor en el espacio. Musk aclaró que el Raptor Vacuum tiene un impulso específico de 378 s. El objetivo del motor es alcanzar los 380 s (3,73 km/s). En el futuro, Starship podría estar equipado con una versión mejorada de Raptor llamada Raptor 2.
Generalmente, un motor de cohete de ciclo de combustión por etapas de flujo completo funciona haciendo fluir metano líquido y oxígeno hacia sus turbobombas. Los gases se presurizan, mezclan y calientan en dos prequemadores, uno de los cuales recibe más metano y el otro más oxígeno. Tanto la alta presión como la alta temperatura hacen que los líquidos se evaporen, haciendo girar las turbinas y turbobombas mediante un eje. Este proceso se repite hasta que el gas caliente se enciende en una cámara de combustión. El gas resultante se mueve rápidamente y la boquilla del motor lo dirige para producir empuje. El motor se enfría haciendo circular el combustible por el exterior de la cámara de combustible, que también precalienta la mezcla.

### Starship y Super Heavy

#### Starship Mk1
Starship Mk1 fue el primer prototipo de Starship a gran escala. También se construyó un carenado para él, pero el carenado no se utilizó durante las pruebas en la plataforma. El vehículo se perdió durante una prueba criogénica cuando estallaron los tanques.

#### Starship SN1
Starship SN1 fue un prototipo de Starship que apareció durante una prueba criogénica. El "disco de empuje" del vehículo fue incapaz de soportar las fuerzas de un motor Raptor que fueron simulados por pistones hidráulicos durante la prueba.

#### Starship SN2

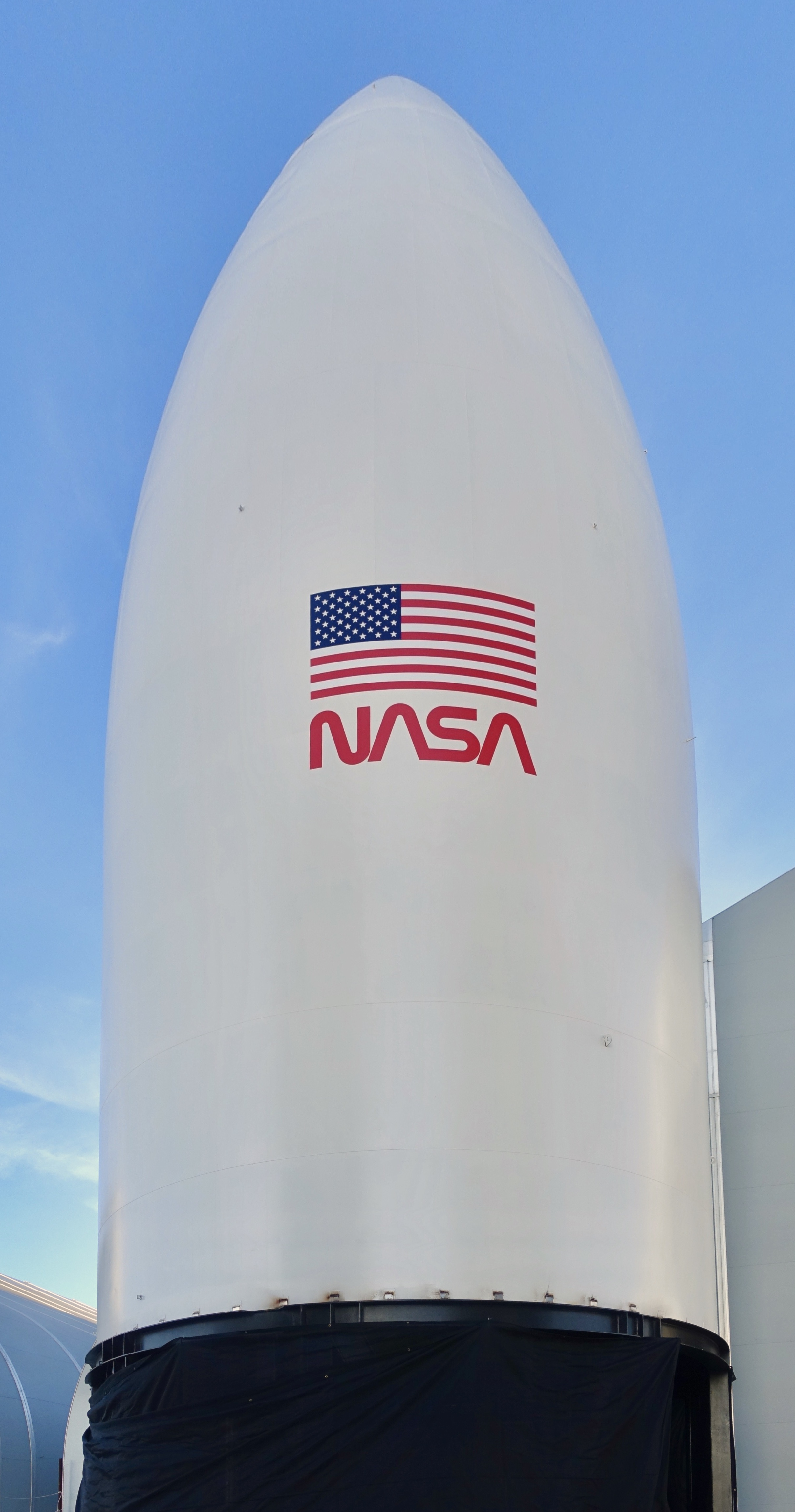
Maqueta de la ojiva de la nave HLS de SpaceX

Tanque de prueba. La Starship SN2 planeó originalmente para ser una sección de tanque Starship a gran escala que llevaría a cabo un salto a 150 metros. Después de la pérdida de Starship SN1, los planes para el SN2 cambiaron a ser solo un tanque de prueba a menor escala. Esto permitió a SpaceX verificar rápidamente que los cambios de diseño en la sección de empuje funcionaron según lo previsto. SN2 superó con éxito una prueba criogénica con cargas de empuje del motor. Después fue desmantelado.

#### Starship SN3
La Starship SN3 se perdió durante una prueba criogénica. Durante la prueba, la falta de presión en el tanque LOX hizo que colapsara bajo el peso de un tanque de metano totalmente cargado. La anomalía se debió a un error de la configuración de la prueba.

#### Starship SN4
La Starship SN4 fue la primera sección de tanques a gran escala en pasar una prueba criogénica. Luego completó varios static fires exitosos, antes de perderse en una explosión después de un problema de desconexión rápida, después de un encendido exitoso. Utilizó el motor Raptor SN18 para la primera ronda de pruebas de fuego estático y Raptor SN20 para la segunda ronda.

#### Starship SN5
La Starship SN5 es un prototipo del Starship que voló con éxito a 150 metros, convirtiéndose en la primera sección de tanques a escala completa en volar. Fue equipado con el Raptor SN27 para su primer vuelo.

#### Starship SN6
La Starship SN6 realizó con éxito un vuelo de 150 metros con el Raptor SN29.

#### Starship SN7
La Starship SN7 fue un pequeño prototipo de tanque diseñado para probar una nueva aleación de acero (304L) y nuevas técnicas de soldadura. Fue probado hasta su destrucción en dos ocasiones, alcanzando una presión récord en el segundo intento.

#### Starship SN7.1
El prototipo SN7.1 fue probado hasta su fallo al final de su campaña de prueba. El vehículo de prueba se utilizó para validar nuevas técnicas de fabricación.

#### Starship SN8
La Starship SN8 fue un vehículo de prueba diseñado para realizar un vuelo de prueba de 12,5 km. Se convirtió en la primera Starship en ser equipada con tres motores Raptor (SN30, SN32 y SN39). Después del primer encendido estático, el SN39 fue reemplazado por el SN36. Después del tercer encendido estático, Raptor SN32 fue eliminado debido a una anomalía y reemplazado por Raptor SN42. Por lo tanto, SN30, SN36 y SN42 son los Raptors que realizaron el eventual vuelo de prueba. Durante el vuelo, Starship SN8 se perdió durante el aterrizaje debido a una anomalía con la presión del tanque de cabecera, pero completó la mayoría de los objetivos de prueba.

#### Starship SN7.2
El prototipo SN7.2 fue probado 2 veces hasta fallo con el nuevo acero inoxidable de 3 milímetros 304L. El vehículo de prueba tuvo que ser reparado para su segunda prueba, pero después de esta fue devuelto al lugar de ensamblaje.

#### Starship SN9
La Starship SN9 fue un vehículo de prueba diseñado para intentar un vuelo de prueba a gran altitud similar al realizado por Starship SN8. El SN9 se volcó mientras se procesaba en el edificio High Bay el 11 de diciembre, colisionando con una pared y sufriendo daños. Como resultado, dos aletas fueron reemplazadas antes de que el vehículo fuera transportado a la plataforma.

El 2 de febrero de 2021 se destruyó al estrellarse mientras regresaba de un vuelo de 10km. Este problema fue causado por el fallo de uno de los motores Raptor durante el reencendido.

#### Starship SN10
El 29 de enero de 2021, el prototipo Starship SN10 fue transportado hacia la zona de lanzamientos y colocado en la plataforma suborbital junto al SN9 que estaba en la plataforma B. El 31 de enero de 2021, el SN10 sacó gases de sus tanques por primera vez, dando a entender que se hacían pruebas. El 9 de febrero, se realizaron pruebas criogénicas con el SN10. El 23 de febrero de 2021 el SN10 realizó un encendido estático pero más tarde tuvieron que cambiar uno de los motores porque parecía sospechoso. El SN10 realizó otro encendido estático el 25 de febrero, y este encendido fue un éxito, permitiendo que la siguiente prueba sea el vuelo de 10km. El 3 de marzo finalmente se llevó a cabo el esperado vuelo de 10km, después de un atraso de aproximadamente 2 horas causado por un aborte de vuelo debido a que uno de los motores estaba generando más empuje del que debería. El SN10 despegó, apagó los motores uno por uno a medida que se acercaba a la altura de 10km, y cuando los alcanzó apagó el tercer y último motor para después voltearse usando su sistema de RCS (Reaction Control System en inglés) y comenzó una caída libre controlada por sus 4 aletas de movimiento independiente. Una vez que estaba bajo los 2 kilómetros de altura, encendió sus tres motores Raptor y luego apagó 2 para la maniobra de aterrizaje, la cual la realizó bruscamente y sin tren de aterrizaje, pero con éxito. Unos minutos después de convertirse en el primer prototipo en lograr un aterrizaje al final de un vuelo de gran altitud; el SN10 explotó posiblemente debido a que al apagarse los motores en el aterrizaje, se inició un incendio en la base del cohete y las patas de aterrizaje no se desplegaron con éxito; ocasionando que colapsaran al aterrizar y el fuego quedara dentro de la sección de los motores. Esto causó que el agua del sistema de supresión de sonido no pudiera apagar el fuego y éste llegara a los tanques ocasionando que explotaran. Después del aterrizaje, SpaceX determinó que el brusco impacto contra el suelo fue causado por la única Raptor encendida, la cual estaba ingiriendo pequeñas cantidades de gas de presurización que no permitían la máxima capacidad operativa.

#### Super Heavy BN1
El primer prototipo del Super Heavy fue ensamblado después del vuelo del SN10. El Booster Number 1 (BN1) sirvió como un modelo para probar su construcción y ensamblaje dentro del recién acabado hangar. Fue el primer Super Heavy en ser construido, pero no contaba ni con aletas de rejilla, ni con sistema de tuberías, ni con las piezas de propulsión para instalar las Raptor. El prototipo fue desechado a los pocos días.

#### Starship SN11
La Starship SN11 tuvo pequeños cambios respecto al SN10, y tenía el objetivo de repetir el aterrizaje del anterior utilizando una nueva maniobra de aterrizaje empleando 2 motores en el momento de tocar tierra. Este prototipo fue el último de la versión v1.0 y el más rápido en pasar por la fase de pruebas de esta versión. El 30 de marzo de 2021 se destruyó durante la maniobra de reencendido de motores en el vuelo suborbital de 10km. Este problema fue causado por una posible fuga de metano en una de las Raptors, que incendió y chamuscó parte de los sistemas de aviónica, lo que causó una sobrecarga del motor en el momento de reencendido. El cohete explotó realizando el giro de reorientación para el aterrizaje vertical y esparció una gran cantidad de piezas por toda la zona de pruebas y alrededores.

#### Starship SN15
SpaceX decidió abandonar los prototipos SN12, 13 y 14 debido a que no tenían cambios significativos respecto al SN11, y saltaron directamente al SN15. Este prototipo cuenta con una nueva antena, un rediseño de la pieza de propulsión (donde se instalan las Raptor), una actualización de aviónica y la nueva versión de los motores Raptor.
El miércoles 5 de mayo de 2021 se lanzó este prototipo con un proceso similar a las anteriores. El SN15 logró aterrizar sin explotar, pero un pequeño incendio hizo reventar dos tanques de nitrógeno situados en la falda de la nave después del aterrizaje. En mayo de 2021, fue transportada a una zona de descanso de Starbase para su exposición. Se convirtió en el primer prototipo en realizar un vuelo de 10 km que resistió el aterrizaje. 

#### Starship SN16
Durante los últimos días de pruebas del SN15, SpaceX terminó la fabricación del siguiente prototipo. En junio de 2021 esta nave fue transportada junto al Starship SN15.

#### Starship S20
La nave comenzó a ser construida a principios de 2021. El Starship S20 fue la primera nave orbital. Por tanto, el prototipo contaba con un escudo térmico completo, motores Raptor atmosféricos y la bahía de carga y nariz presurizadas. Se planeaba que la nave sería lanzada por el Super Heavy B4, que habría aterrizado en el golfo de México. El S20 llegaría a una velocidad suborbital, pero suficiente como para completar casi 1 órbita. Después, las aletas se activarían para la reentrada y la nave aterrizaría en el mar, cerca de Hawái. Tanto el Super Heavy como el Starship se perderían y no podrían ser reutilizados. Finalmente, en el año 2022, Elon Musk decidió no lanzar el S20 junto con el Super Heavy B4 y los trabajos se centraron en mejorar la infraestructura de vuelo.
El diseño del Starship fue cambiado para las naves orbitales. Las alas redujeron su tamaño y la estructura que soporta la falda cambió de forma. Además, la pieza de propulsión está adaptada para 6 Raptors (3 de vacío + 3 atmosféricas), al contrario que en los anteriores prototipos.

#### Super Heavy B3
El segundo prototipo del Super Heavy (Booster 3) se construyó en junio de 2021. Fue el primer propulsor con el que se realizaron pruebas, necesarias para mejorar la construcción del siguiente propulsor con el objetivo de lanzar el Starship S20. Estas pruebas se realizaron en julio de 2021.

#### Super Heavy B4
El tercer prototipo del Super Heavy (Booster 4) se ensambló en agosto de 2021. Fue el primer propulsor capacitado para lanzar una Starship. Cuenta con 29 motores Raptor (el objetivo de SpaceX es llegar a usar 33 motores) y 4 aletas de rejilla fijas. Se descartó para un vuelo orbital.

#### Starship SN21
Comenzó a construirse en agosto de 2021. No tuvo ningún usó en particular, ya que no se decidió utilizar para realizar pruebas. 

Galería
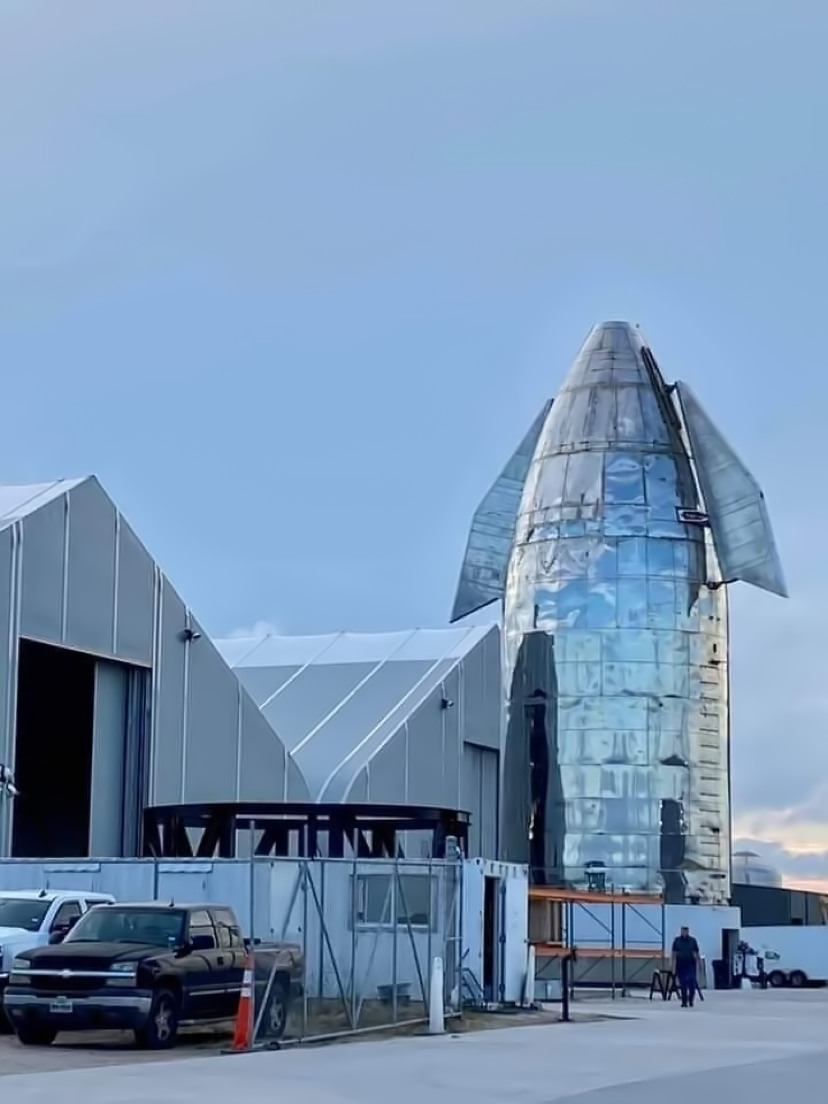
Cono de nariz de Starship Mk1 cerca de carpas de construcción
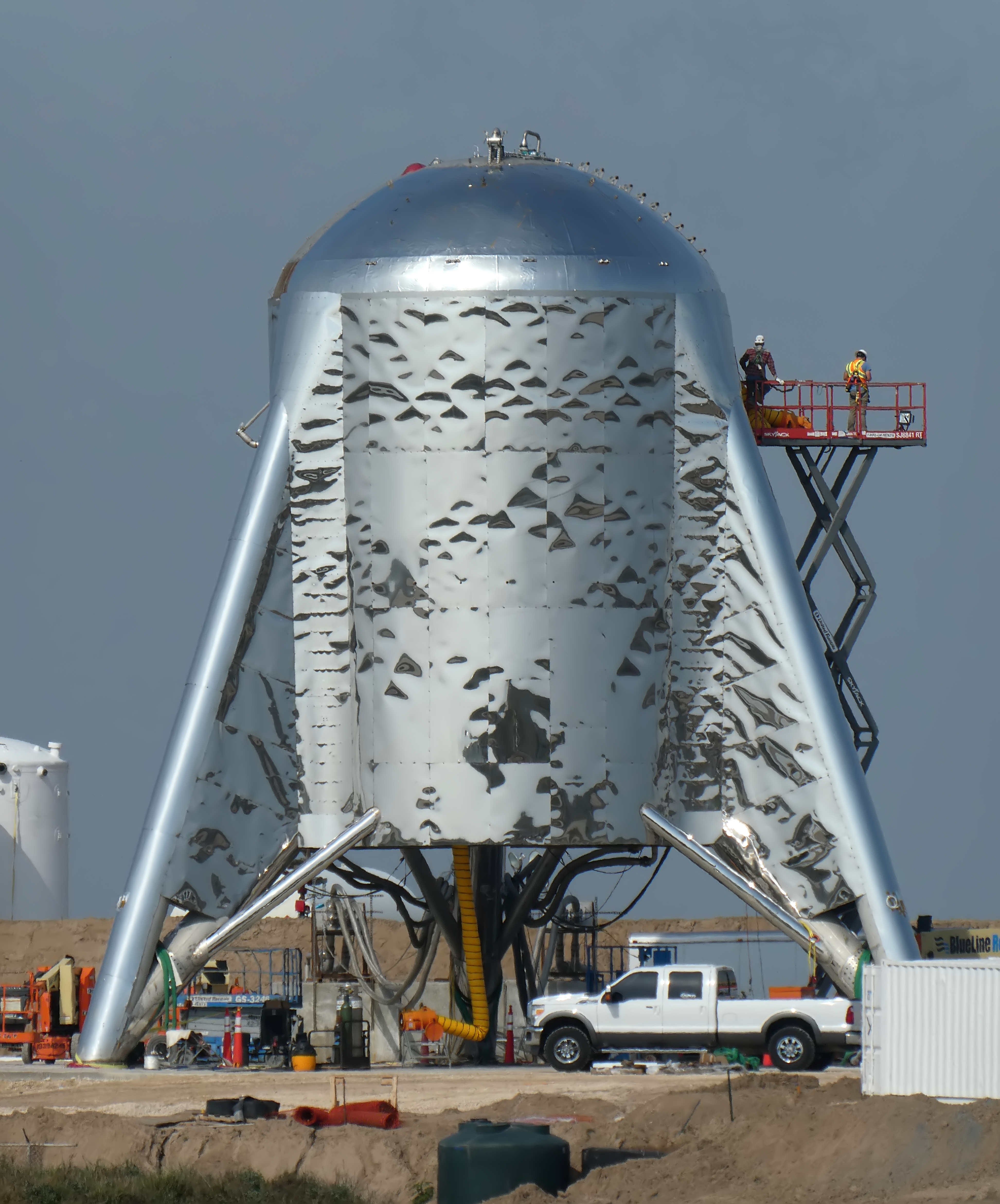
Starhopper en construcción
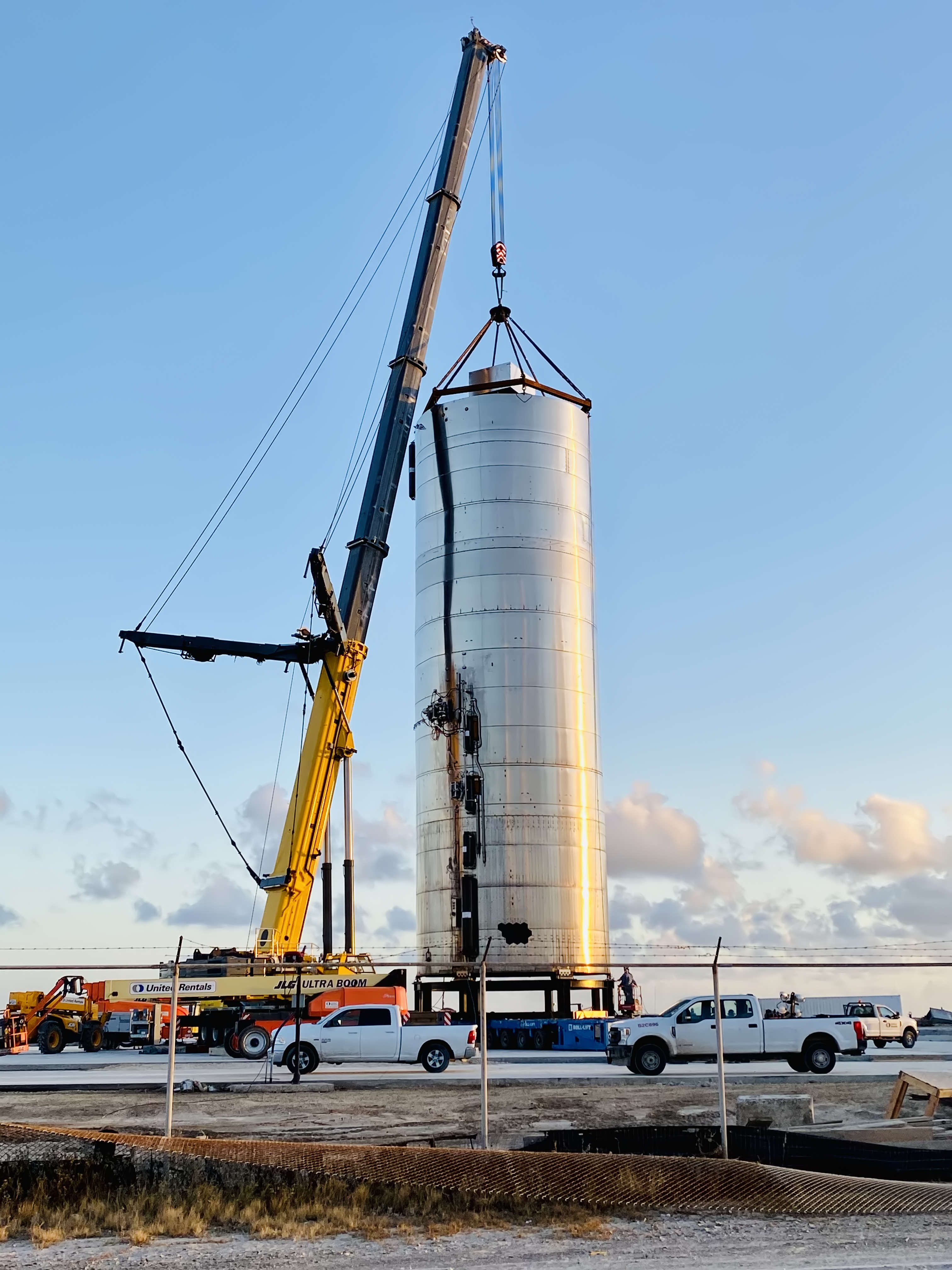
Una grúa levantando Starship SN5
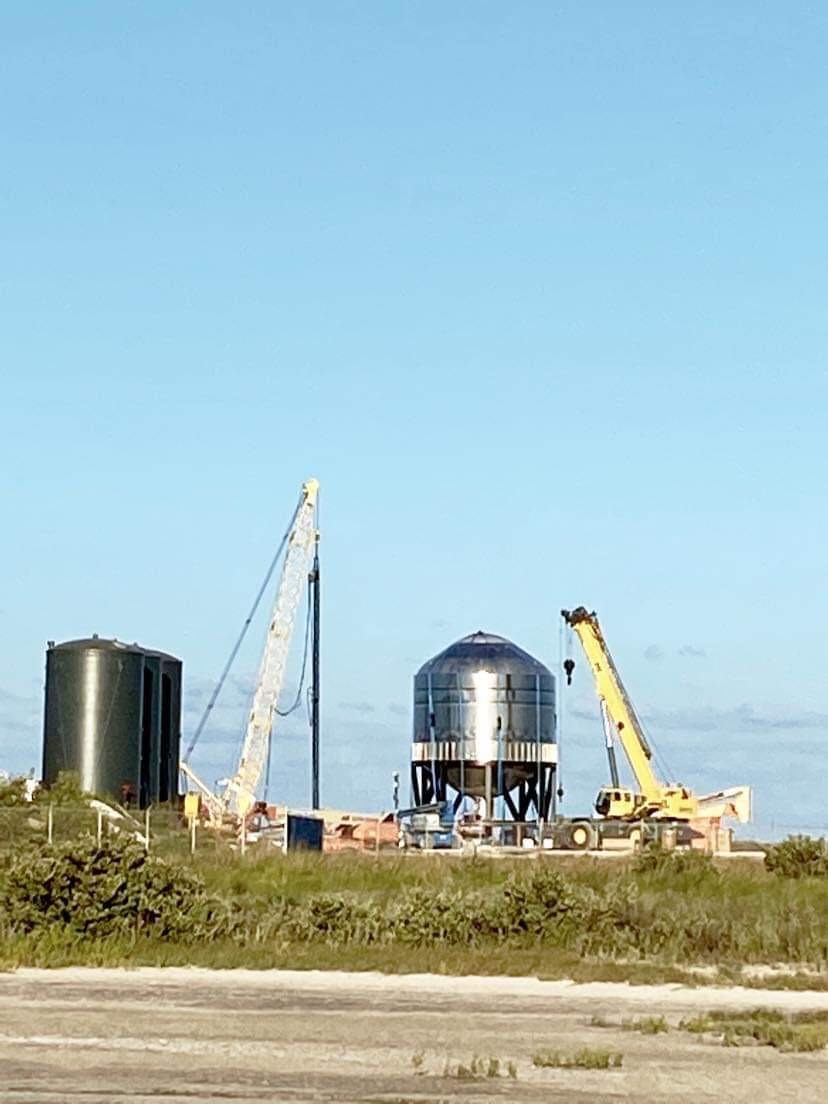
El tanque de Starship SN7
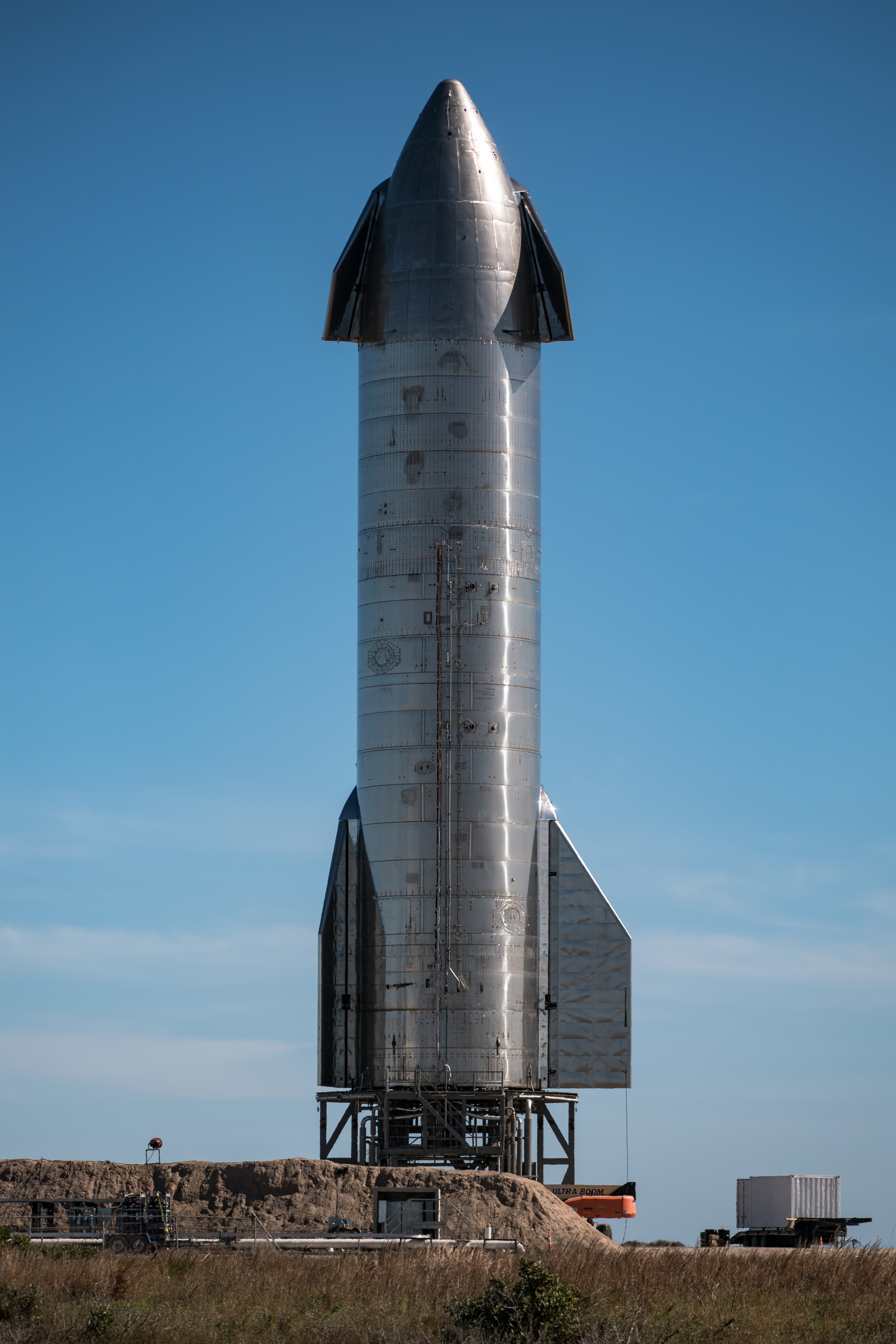
Starship SN9 en la plataforma de lanzamiento
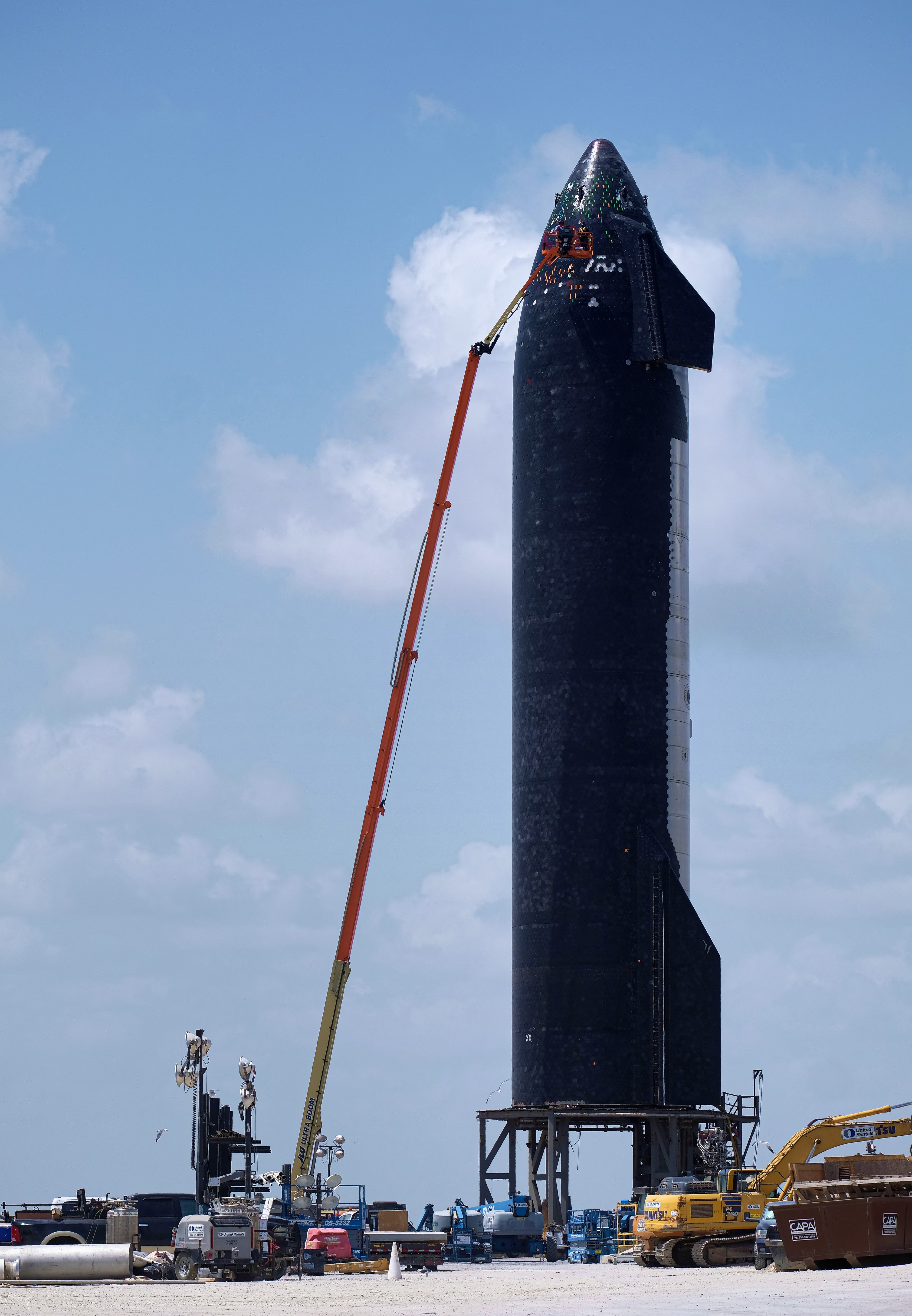
Un trabajador está examinando las baldosas cerámicas de Starship SN20

### Vuelos integrados de prueba

#### Primer vuelo de prueba
En julio de 2022, Booster 7 probó las turbobombas de oxígeno líquido en los treinta y tres motores Raptor, lo que resultó en una explosión en la base del vehículo, que destruyó una tubería de presión y causó daños menores a la plataforma de lanzamiento. A fines de noviembre, Ship 24 había realizado 2 pruebas de fuego estáticas,: 20  mientras que Booster 7 había realizado 6 pruebas de fuego estáticas: 20  y finalmente el 9 de febrero de 2023, un fuego estático con 31 motores al 50% del acelerador. En enero de 2023, toda la pila Starship se sometió a un ensayo general húmedo completo. 
Después de un intento de lanzamiento abortado el 17 de abril de 2023, el Booster 7 y la Nave 24 despegaron el 20 de abril a las 13:33 UTC en la primera prueba de vuelo orbital. Tres motores se desactivaron durante la secuencia de lanzamiento y varios más fallaron durante el vuelo. El booster perdió más tarde el control de vectorización de empuje de los motores Raptor, lo que provocó que el cohete girara fuera de control. El vehículo alcanzó una altitud máxima de 24 mi (39 km). Aproximadamente 3 minutos después del despegue, se activó el sistema autónomo de terminación de vuelo del cohete, aunque el vehículo dio vueltas durante otros 40 segundos antes de desintegrarse. La primera prueba de vuelo arrojó grandes cantidades de arena y tierra al aire, alcanzando comunidades dentro de un radio de 10,7 km (6,6 mi). También se produjo un incendio forestal en un parque estatal cercano, que quemó 3,5 acres de dicho parque. 

#### Segundo vuelo de prueba
Después del primer vuelo de prueba, SpaceX comenzó a trabajar en el soporte de lanzamiento para reparar los daños que sufrió durante la prueba y evitar problemas futuros. Se reforzó la base de la torre de lanzamiento y se construyó un deflector de llamas accionado por agua debajo del soporte de lanzamiento. La nave 25 y el Booster 9 fueron trasladados a los sitios de lanzamiento suborbital y orbital en mayo para someterse a múltiples pruebas.
El 18 de noviembre de 2023, el Booster 9 y la Ship 25 despegaron de la plataforma. Los 33 motores continuaron funcionando hasta la puesta en escena, donde la segunda etapa se separó empujándose lejos de la primera etapa usando una técnica de puesta en escena en caliente. Después de la separación, el booster Super Heavy completó su maniobra de giro e inició la combustión de retroceso antes de explotar después de múltiples fallas sucesivas del motor. A los tres minutos y medio de vuelo a una altitud de ~90 km sobre el Golfo de México, el bloqueo en un filtro de oxígeno líquido provocó que uno de los motores fallara de una manera que resultó en la destrucción del booster.
La segunda etapa continuó hasta alcanzar una altitud de ~149 kilómetros (93 mi), después de más de ocho minutos de vuelo; antes del corte del motor, se perdió la telemetría en la segunda etapa. SpaceX dijo que un comando seguro basado en datos de rendimiento del vuelo activó el sistema de terminación del vuelo y destruyó la segunda etapa, antes de alcanzar su órbita planificada o intentar el reingreso. Pareció reingresar unos cientos de millas al norte de las Islas Vírgenes, según los datos del radar meteorológico de la NOAA.

#### Tercer vuelo de prueba
Después del segundo vuelo de prueba (en la que se perdieron ambas etapas), se implementaron cambios significativos, incluida la actualización del sistema de control del vector de empuje de Starship a un control del vector de empuje eléctrico (TVC) y medidas para retrasar la ventilación de oxígeno líquido (LOX) hasta después de que se haya producido el corte del motor de Starship (SECO).
El IFT-3 fue lanzado desde las instalaciones de SpaceX Starbase a lo largo de la costa sur de Texas alrededor de las 8:25 CDT el 14 de marzo de 2024, coincidentemente el 22 aniversario de su fundación. Al igual que el IFT-2, los 33 motores del propulsor se encendieron y la separación de etapas fue exitosa. El B10 realizó una quema de refuerzo, sin embargo, el aterrizaje planeado en el Golfo de México no fue exitoso, ya que explotó a 462 m (1,516 pies) sobre la superficie. 
La propia nave espacial Starship, tras alcanzar la velocidad espacial y orbital, realizó varias pruebas tras apagar el motor, incluida la iniciación de una demostración de transferencia de propulsor y una prueba del dispensador de carga útil. Intentó reingresar a la atmósfera, y a una altitud de alrededor de 65 km (40 mi), toda la telemetría de Ship 28 se detuvo, lo que indica una pérdida del vehículo. Esta prueba de vuelo demostró una transferencia de propulsor criogénico, al transferir propulsor de los tanques de cabecera de Ship a sus tanques principales mientras estaba en el espacio, una tecnología que se requiere para que Starship HLS salga de la órbita terrestre baja (LEO). El resultado de esta prueba fue declarado exitoso por la NASA y SpaceX. Se están realizando análisis de datos adicionales sobre la dinámica de fluidos, como el chapoteo y la ebullición del propulsor.

#### Cuarto vuelo de prueba
El cuarto vuelo de prueba integrado de la configuración completa de Starship se lanzó el 6 de junio de 2024 a las 7:50 AM CDT. Los objetivos del vuelo de prueba eran que el propulsor Super Heavy aterrizara en una "torre virtual" en el océano y que la nave sobreviviera al calentamiento máximo durante el reingreso atmosférico. La prueba de vuelo fue exitosa en ambos aspectos, con Super Heavy logrando un amerizaje suave y la nave sobreviviendo al reingreso atmosférico y un amerizaje controlado.

#### Quinto vuelo de prueba
En abril de 2024, Musk declaró que uno de los objetivos era intentar un aterrizaje en la torre de refuerzo basándose en el rendimiento exitoso del refuerzo en el vuelo 4. Las pruebas del vehículo comenzaron en mayo de 2024. SpaceX afirmó que B12 y S30 estaban listos para lanzarse a principios de agosto, antes de la aprobación regulatoria. SpaceX voló S30 y B12 el 13 de octubre de 2024, con B12 regresando al sitio de lanzamiento para una captura exitosa por primera vez, y S30 amerizando con éxito en el Océano Índico.

#### Sexto vuelo de prueba
El Sexto Vuelo de prueba de Starship ha sido la sexta prueba de vuelo de un vehículo de lanzamiento SpaceX Starship. Los prototipos de vehículos que han volado han sido el Ship 31 en la parte superior y el Booster 13 en la parte inferior. SpaceX realizó el lanzamiento el 19 de noviembre de 2024 a las 22:00 UTC (16:00 CST, hora local).

#### Séptimo vuelo de prueba
Vuelo de prueba 7 de la Starship
Este fue el séptimo vuelo de la nave Starship SpaceX realizada, el 16 de enero, a las 4/37 CT 
Los prototipos utilizados fueron el Booster 14 y la Starship 33, que esta primera  es la primera de las V2, en eta prueba se reutilizó el motor número 314 del Booster 
Los objetivos eran principalmente: 
1. Atrapar al Booster en la plataforma de lanzamiento
2. Probar el compartimiento de carga
3. Reingreso de la Starship V2

El lanzamiento y la separación en caliente ocurrieron sin problemas, luego se vio como el Booster era atrapado sin problemas, siendo esta la segunda vez que ocurría. 
Aproximadamente en el minuto 7 con 40 se apagó un motor central, lo cual no es de severa importancia, apagando los motores restantes sucesivamente. 
Hubo una baja de combustible y al minuto 8 con 26 segundos se perdió la telemetría. Poco después, la Starship explotó, notándose en las Islas Turcas y Caicos.

## Usos previstos
Starship está destinado a convertirse en el principal vehículo orbital SpaceX, ya que SpaceX ha anunciado que tiene la intención de reemplazar finalmente su actual vehículo de lanzamiento Falcon 9 y su flota Dragon 2 con Starship. En noviembre de 2019, Elon Musk estimó que el combustible costará US$ 900.000 por lanzamiento y los costos totales de lanzamiento podrían caer tan bajo como US$ 2 millones.
Starship está diseñado para ser utilizado para:
- Mercado de entrega de satélites en órbita terrestre. Además del mercado de lanzamiento externo estándar que SpaceX ha estado atendiendo desde 2013, la compañía tiene la intención de usar Starship para lanzar la mayor parte de su propia constelación de internet satelital, Starlink, con más de 12.000 satélites destinados a ser lanzados para 2026, más de seis veces el número total de satélites activos en órbita en 2018.[120]
- Vuelos espaciales de larga duración en la región cislunar
- Transporte a Marte, tanto de naves de carga como transporte de pasajeros
- Vuelos de larga duración a los planetas exteriores, para carga y astronautas[121]

En 2017, SpaceX mencionó la capacidad teórica de usar una nave espacial mejorada para transportar pasajeros en vuelos suborbitales entre dos puntos en la Tierra en menos de una hora, proporcionando transporte comercial de larga distancia en la Tierra, compitiendo con aviones de largo alcance. Sin embargo, SpaceX no anunció planes concretos para perseguir el caso de uso "Tierra a Tierra" en dos etapas... Más de dos años después, en mayo de 2019, Musk planteó la idea de utilizar la nave espacial de una sola etapa para viajar hasta 10.000 kilómetros en vuelos de Tierra a Tierra a velocidades cercanas a Mach 20 (25.000 km/h) con una carga útil aceptable que dice que "mejora drásticamente el costo, la complejidad y la facilidad de las operaciones".
Además, la Starship fue seleccionada por la NASA para ser el vehículo de aterrizaje de las misiones tripuladas lunares Artemis, que planean regresar a la luna tripuladamente para los años 2024-2026.

## Cronología de las pruebas
Nota: Las fechas de inicio son cuando las pruebas fueron vistas por primera vez por el público, y las fechas de finalización son cuando las naves de prueba se destruyen, desmantelan o retiran.

## Configuraciones
Los prototipos suborbitales no tienen una función en sí, la nariz y bahía de carga no son utilizadas y solo sirven para pruebas de vuelo, no para misiones. Aun así, la Starship dispondrá de varias configuraciones que le permitirá realizar diferentes funciones.

### Carguero espacial
Esta versión dispondría de una bahía con capacidad para 1000 metros cúbicos (m3) de carga y una compuerta gigante para expulsar la carga al espacio. Las primeras misiones serán realizadas con una versión más simple de este sistema y llevarán a órbita pequeños cubesat o satélites Starlink. El primer lanzamiento está previsto para mediados de 2022.
Con esta configuración se podrían transportar módulos para futuras estaciones espaciales, satélites de elevadas dimensiones o telescopios espaciales gigantes como los propuestos LUVOIR.

### Carguero de superficie
Esta versión sería prácticamente igual que la anterior, pero tendrá una compuerta optimizada para extraer y depositar carga en superficies como las de la Luna o Marte. Similar al HLS o Starship Lunar, esta versión podría tener instalado un montacargas.

### Cisterna
Esta versión se encargaría de reabastecer a las naves que tengan como destino Marte, los planetas exteriores, o que tengan que transportar enormes cantidades de carga a órbitas altas o a la Luna, y no saldrá de la órbita baja terrestre. Se acoplará completamente cargada de combustible a cualquiera de las otras versiones utilizando unos enganches situados en la bahía de motores. Mediante un sistema de bombeo de combustible y el aprovechamiento de la microgravedad de la órbita baja, el combustible será transferido a la otra nave para poder alcanzar la velocidad de escape necesaria para transportar carga de hasta 250 toneladas.
Todavía no se sabe si la nave utilizará la misma estructura que el resto o si la bahía de carga y nariz serán reconvertidas en tanques de combustible.

### Transporte de pasajeros
Esta versión dispondría de varias cubiertas con habitaciones y zonas comunes para pasajeros y astronautas. Contará con un gran ventanal triangular en la zona de la nariz para tener vistas panorámicas y donde se situarían los asientos para el despegue y aterrizaje. Además, tendrá instalados un puerto de acoplamiento y un montacargas en la zona de carga. Está previsto que sufra modificaciones y actualizaciones a lo largo de su vida.
La primera Starship de pasajeros será utilizada en 2023 para la misión DearMoon, y estará adaptada para 8 pasajeros.[cita requerida]
Para antes de esta fecha, el Starship tendrá que haber demostrado una fiabilidad en el aterrizaje de casi el 100%.

### HLS
Esta versión, la Starship HLS (del inglés Human Landing System), también conocida como Lunarship, Moonship o Lunar Starship, consistiría en un aterrizador lunar para el programa Artemis de la NASA. La nave no tendrá alas, tanques de aterrizaje ni escudo térmico. Dispondrá de una zona de carga con montacargas para depositar vehículos o cargamentos de grandes dimensiones en la superficie lunar, un tren de aterrizaje diferente, un puerto de acoplamiento en la punta, paneles fotovoltaicos rodeando la sección de carga, motores adicionales en la sección central, una menor capacidad para astronautas y estará pintada de blanco. 
A pesar de ser presentada a principios de 2020, la NASA decidió el 16 de abril de 2021 elegir finalmente esta nave como la encargada de alunizar.[cita requerida]

### Versión desechable
Elon Musk anunció que esta versión podría estar disponible para transportar enormes cantidades de carga en un solo lanzamiento. Las Starship desechables dispondrían de una cofia eyectable, y no tendrían tren de aterrizaje, tanques de aterrizaje, alas, ni escudo térmico. Una nave desechable sería similar a los primeros prototipos (SN5 y 6), y no podrían ser reutilizadas. Las Raptors, baterías y ordenadores se perderían.